# 푸둥 공항 1,2터미널 역
푸둥 공항 1,2터미널 역(중국어: 浦东机场1号2号航站楼站, 영어: Pudong Airport Terminal 1&2)은 상하이 자기부상 시범운행선과 상하이 지하철 2호선의 시종착 역으로, 2002년 12월 31일부터 영업을 시작하였다. 상하이 푸둥 국제공항 1터미널과 2터미널 사이에 위치하고 있다.

## 역사
2002년 12월 31일: 주룽지 중화인민공화국 총리와 게르하르트 슈뢰더 독일 총리는 룽양루 역에서 상하이 자기부상 시범운영선 개통식 후 자기부상열차를 타고 푸둥 국제공항 역으로 이동했다.
2010년 4월 8일: 상하이 지하철 2호선 2단계 동부 연장선과 연결.
2018년 7월 초, 2호선 전구간 개통 운행에 맞춰 이 역의 1.2m 안전난간이 제거되고 1.5m 안전문으로 교체되었다.

## 역 정보
2호선, 자기부상열차 역은 지상 상대식 승강장이다.

### 승강장 구조
| 2F            | 지하철 대합실                                  | 개찰구, 서비스 센터 |  |
| 2F            | 자기부상열차 대합실                            |                     |  |
| 1F            |                                                |                     |  |
| 상대식 승강장 |                                                |                     |  |
|               | ■2호선 당역 종착                               |                     |  |
| ←             | ■2호선 광난루·시내구역·쉬징둥 방면(하이톈산루) | →                   |  |
| 상대식 승강장 |                                                |                     |  |
| 상대식 승강장 |                                                |                     |  |
|               | ■자기부상 룽양루 방면(룽양루)                  | →                   |  |
|               | ■자기부상 룽양루 방면(룽양루)                  | →                   |  |
| 상대식 승강장 |                                                |                     |  |

### 대합실
푸둥 국제공항 역은 1번과 2번 터미널 중간 2층에 위치하고 있으며, 두 터미널 사이에 길이 150m의 복도 6개가 연결되어 있으며, 도보로 약 5분 소요된다. 자기부상과 지하철 역사 대합실은 중간 복도 좌우에 있으며, 각각 4만 5000m2 규모로 2개의 올리브형(橄榄型)이다.
자기부상 대합실은 중앙 대합실 북쪽에 6000m2의 면적을 두고 있다. 진입로는 대합실 남북 양쪽에 위치하고 있으며, 사방은 식당이다. 대합실 천장은 나뭇잎 모양의 입체 램프로, 바닥은 대리석 벽돌로 장식했다.
지하철 대합실은 중앙 대합실 남쪽에 있으며 길이 400m, 폭 50m이다.

### 승강장

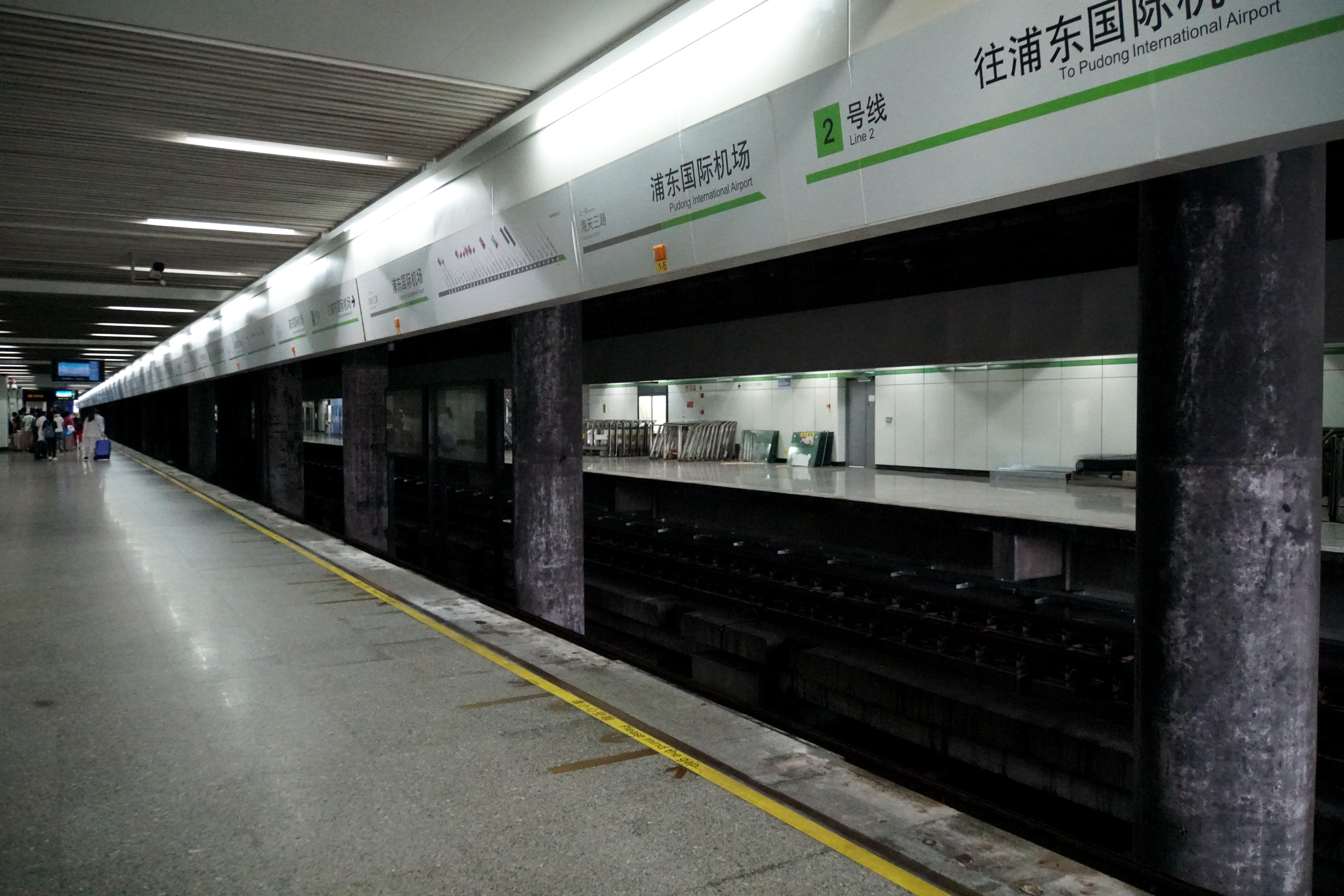
안전 펜스를 해체한 상태의 푸둥 국제공항 역 2호선 승강장

푸둥 국제공항 역 승강장은 모두 지상 1층에 위치한다. 자기부상선 승강장은 사각형으로, 두 개의 상대식 승강장이 설치되어, 승강장 양쪽 끝이 폐쇄되어 있다. 자기부상선은 두 승강장 모두 룽양루 방향 열차를 탈 수 있다. 지하철 승강장은 자기부상선 승강장 동쪽에 위치하여 두개의 상대식 승강장을 두고 있는데, 그 중 하나는 하차 전용 승강장, 다른 하나는 승차 전용 승강장이다. 열차가 역에 도착한 후 승강장 남쪽에서 회차한다. 출퇴근 시간대에는, 2호선이 정상 운행후에 런민광창에서부터 급행열차로 운행하여, 중간에는 촨사, 광란루, 스지다다오에만 하차한다.

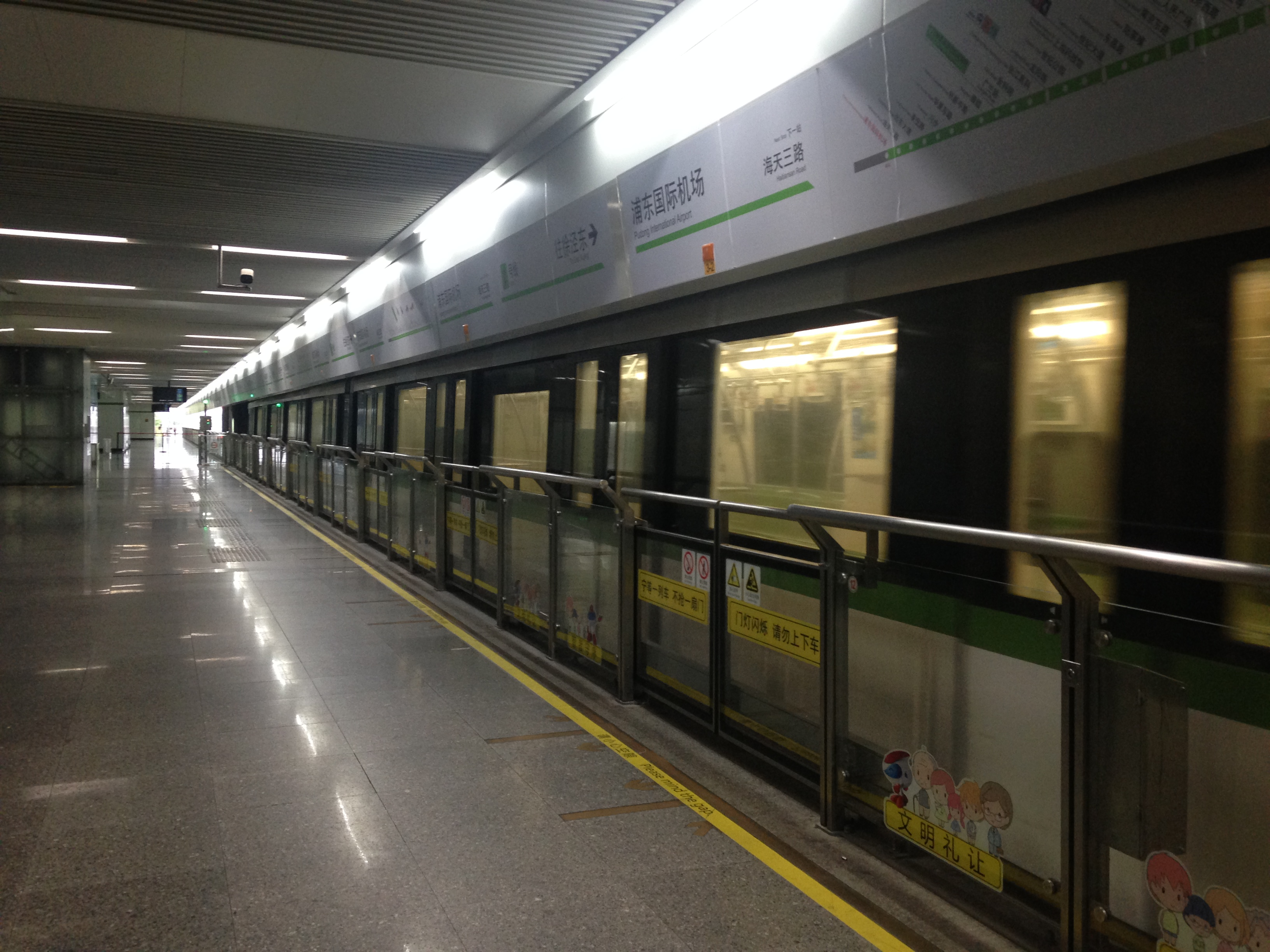
2호선 승강장
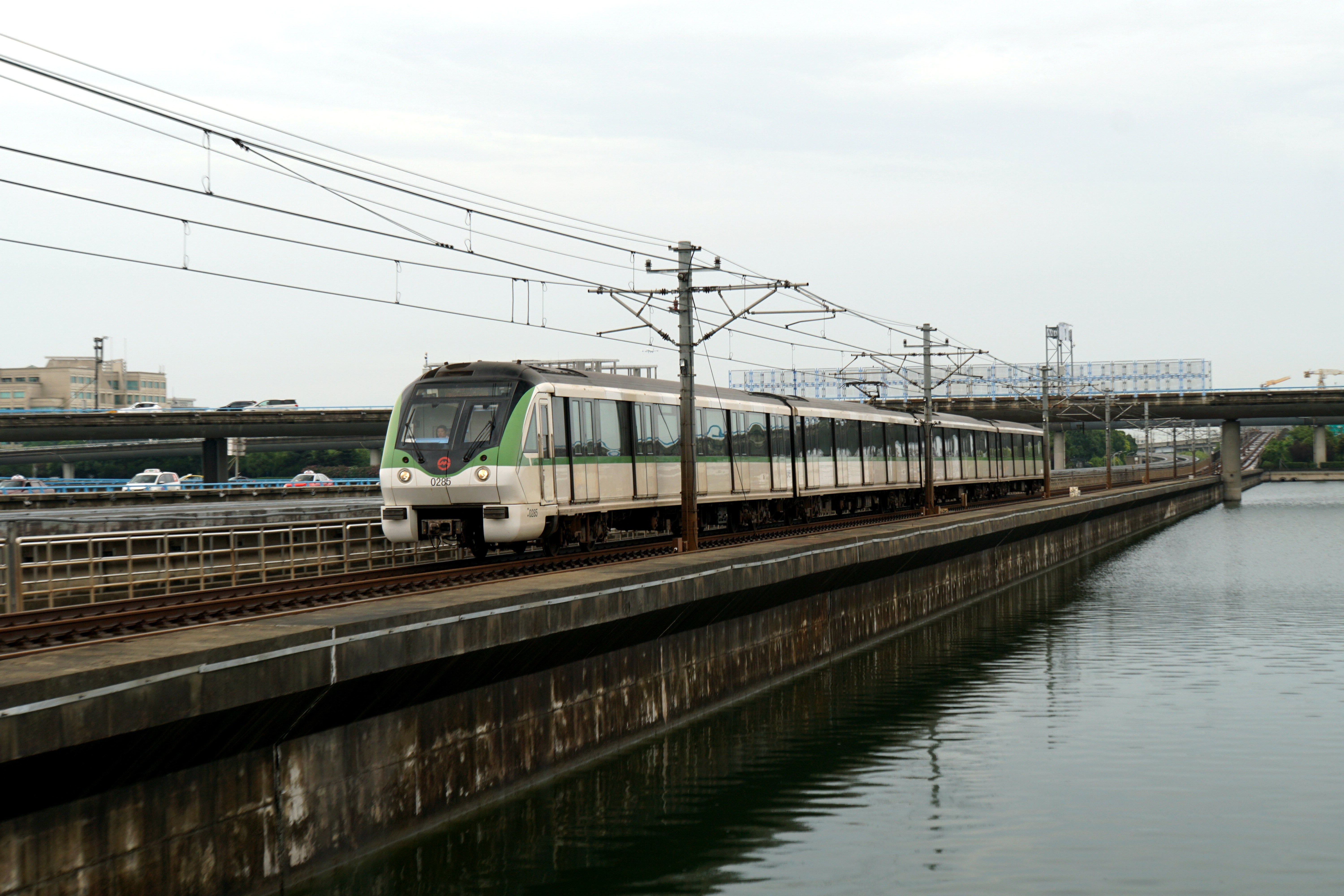
푸둥 국제공항 역에 진입하는 2호선 AC17B열차
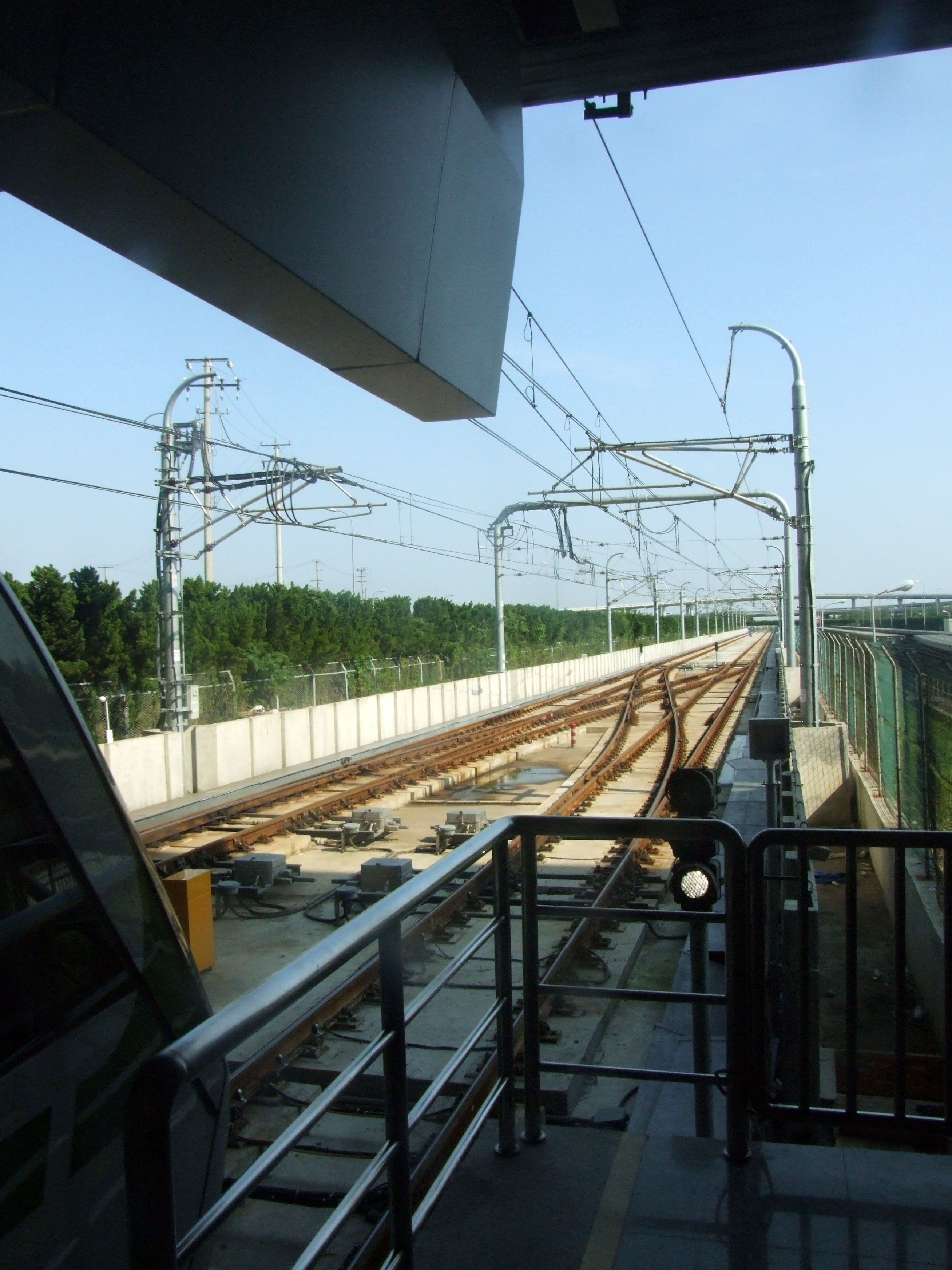
상하이 지하철 2호선의 노선 끝부분
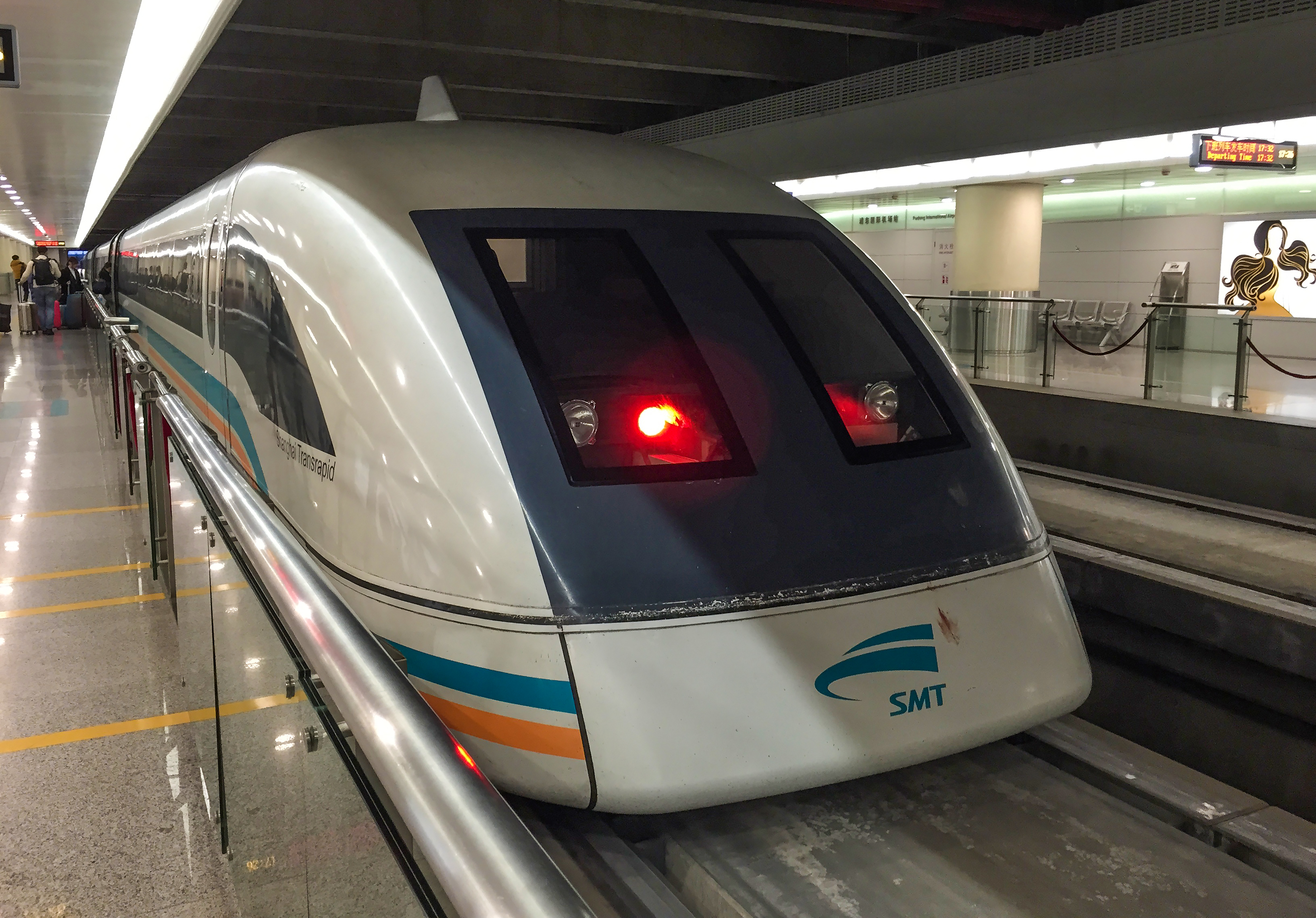
역에 진입한 자기부상열차
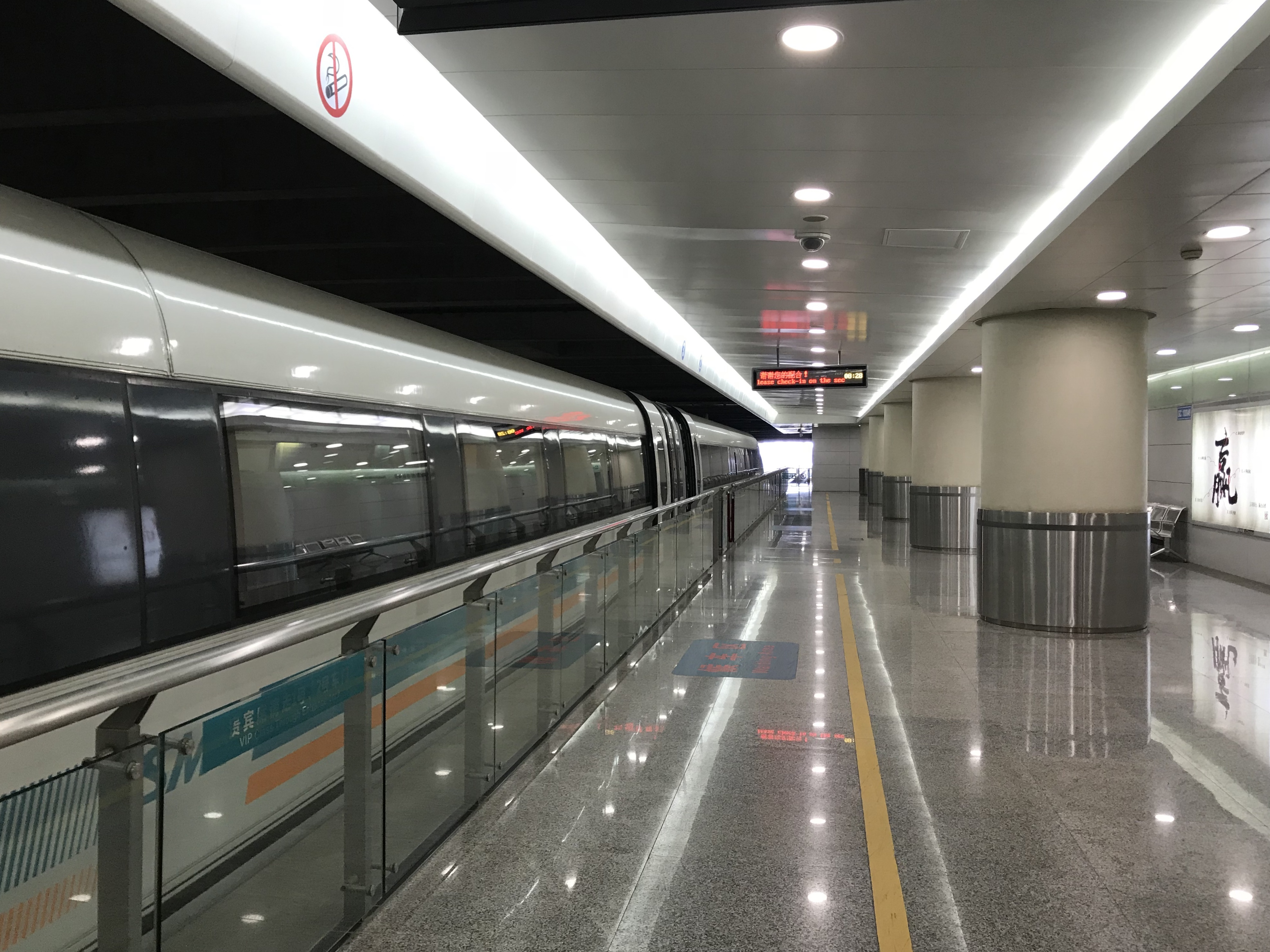
자기부상선 승강장

## 연결 교통

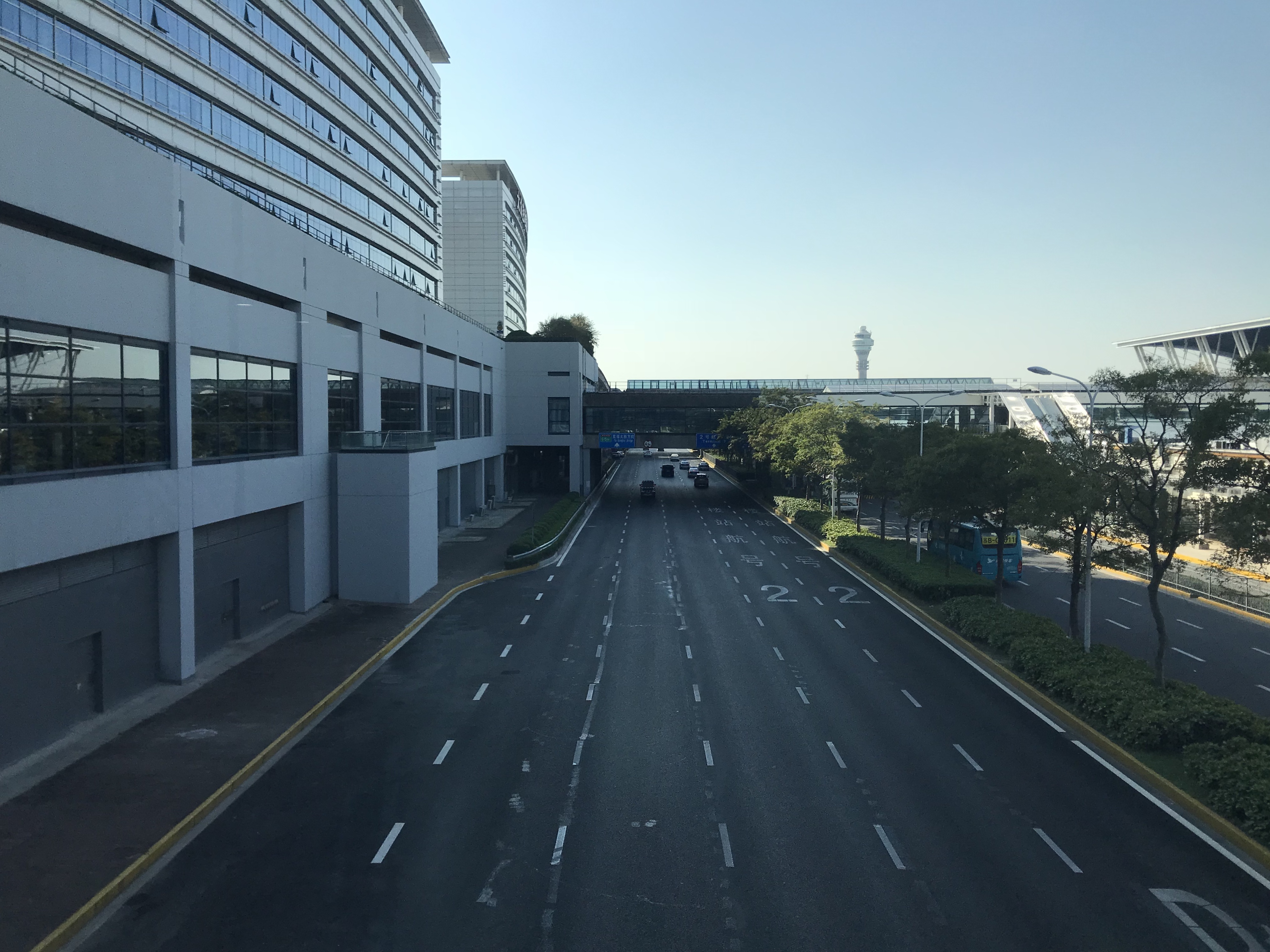
역 인근의 도로

### 버스
공항 1선(机场一线), 공항 2선(机场二线), 공항 3선(机场三线), 공항 4선(机场四线), 공항 5선(机场五线), 공항 6선(机场六线), 공항 7선(机场七线), 공항 8선(机场八线), 공항 순환1선(机场环一线), 守航专线

## 인접 역
| 상하이 지하철 2호선        | 상하이 지하철 2호선          | 상하이 지하철 2호선 |
| -------------------------- | ---------------------------- | ------------------- |
| 하이톈산루 쉬징둥 방면     | ■ 상하이 지하철 2호선        | 시·종착역           |
| 상하이 자기부상 시범운행선 |                              |                     |
| 시·종착역                  | ■ 상하이 자기부상 시범운행선 | 룽양루 방면         |

## 역세권 정보
- 푸둥 국제공항 제1터미널
- 푸둥 국제공항 제2터미널

## 같이 보기
- 상하이 지하철
- 상하이 푸둥 국제공항